# Akyüz
Akyüz ist ein türkischer männlicher Vorname und Familienname. Der Name bezeichnet eine aufrichtige Person, die Namus und Şeref besitzt.

## Namensträger

### Familienname
- Furkan Akyüz (* 2005), türkischer Fußballtorhüter
- Janet Akyüz Mattei (1943–2004), türkische Astronomin
- Kerem Can Akyüz (* 1989), türkischer Fußballspieler
- Kubilay Akyüz (* 1995), türkischer Fußballspieler
- Mehmet Akyüz (* 1986), türkischer Fußballspieler
- Mert Akyüz (* 1993), türkischer Fußballtorhüter
- Murat Akyüz (* 1981), türkischer Fußballspieler
- Orhan Akyüz (* 1954), türkischer Fußballspieler
- Saffet Akyüz (* 1970), türkischer Fußballspieler
- Serhat Akyüz (* 1984), türkischer Fußballspieler